# 鎌瀨站
鎌瀨站（日语：／ Kamase eki */?）位於熊本縣八代市坂本町鎌瀨，是九州旅客鐵道（JR九州）肥薩線上的車站。

## 車站構造
本站為岸式月台1面1線的車站，無設置站房，月台上設有候車室。

## 車站周邊
雖然熊本縣道158號中津道八代線通過站前，但車站附近的聚落規模不大。
若需利用公車，則必須往南約1.5公里到達聚落規模較大的中津道（なかつみち），產交巴士在中津道設有公車站。
另外，球磨川對岸也有小聚落。
- 熊本縣道158號中津道八代線 - 位於站前
- 鎌瀨橋 - 約1.5公里。
- 球磨川
- 國道219號 - 位於對岸。
- 中津道阿蘇神社
- 上松求麻郵局

## 历史
- 1952年（昭和27年）6月1日 - 設立。
- 1987年（昭和62年）4月1日 -  國鐵分割民營化後成為九州旅客鐵道（JR九州）轄下的車站。

## 相鄰車站
九州旅客鐵道
肥薩線
■快速
通過
■普通
葉木－鎌瀨－瀨戶石

## 外部連結
- JR九州 － 鐮瀨車站 （页面存档备份，存于）（日語）

## 關連項目
- 日本鐵路車站列表